# Дуро, Дора
Дора Дуро (венг. Dúró Dóra; род. 5 марта 1987, Сентеш) — венгерский политик ультраправого толка.

## Биография
Родилась в семье ветеринара, детство провела в деревне. Получила политологическое образование в Будапештском университете, продолжила учёбу в Университете Корвина.
С момента переезда в Будапешт на учёбу в 2005 году работала на ультранационалистическую политическую партию «Йоббик», с 2007 года была её национальным пресс-секретарём.
С 2010 года избирается в Национальное собрание Венгрии. Вступив в должность в возрасте 23 лет, она была самым молодым депутатом парламента до 2018 года. Некоторое время была заместительницей главы фракции своей партии (2014—2016), а также возглавляла её образовательный кабинет.
В 2018 году вместе с мужем в борьбе за руководство «Йоббика» поддерживала более радикального претендента Ласло Тороцкаи. Была исключена из парламентской фракции после того, как единственной из неё поддержала платформу проигравшего Тороцкаи «Мы сами». После исключения она присоединилась к новой ультраправой партии Движение «Наша родина» (Mi Hazánk Mozgalom) под началом Тороцкаи; является единственным её депутатом.

## Личная жизнь
С 2008 года замужем за своим однопартийцем Элёдом Новаком (бывшим заместителем лидера «Йоббика»). У них дочь и трое сыновей.